# Piptatherum miliaceum
El lastón, hierba palo, o mijera  (Piptatherum miliaceum) es una especie de hierba perteneciente a la familia de las poáceas.

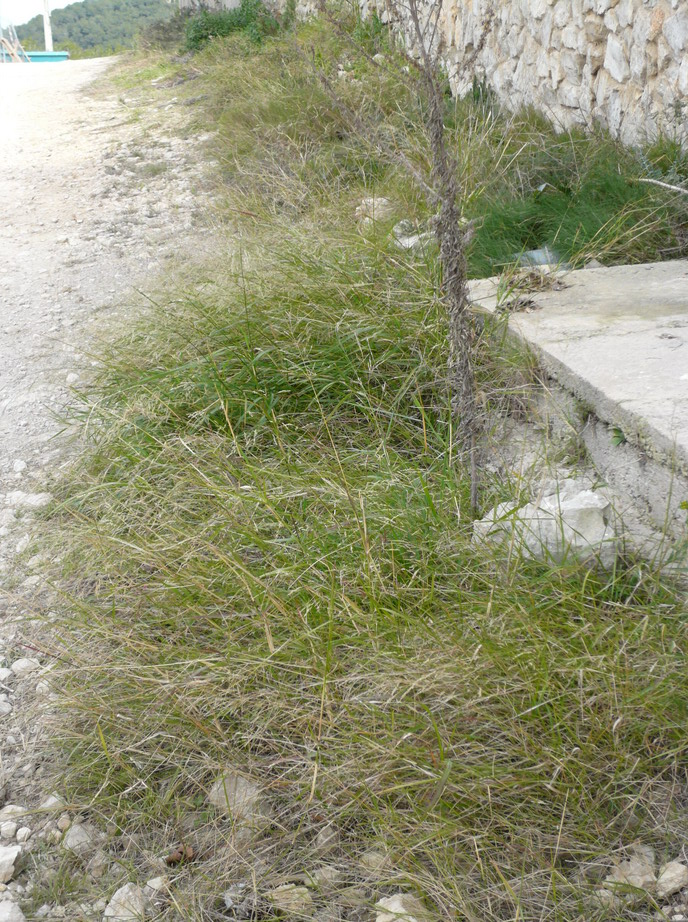
En su hábitat

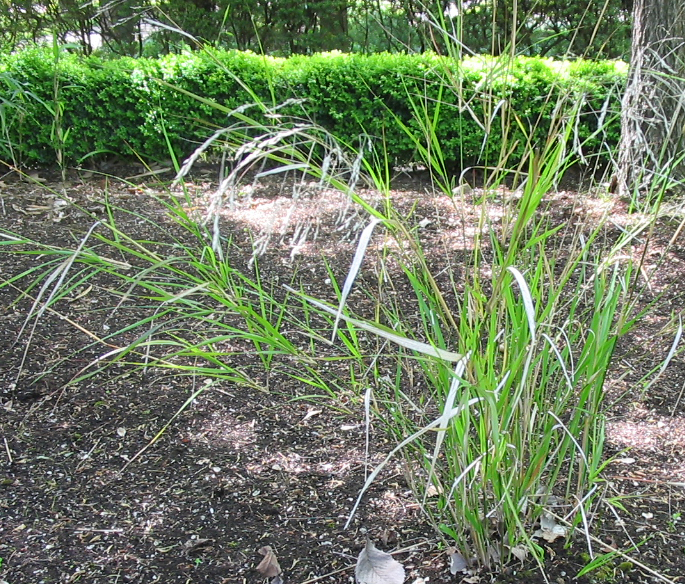
Vista de la planta

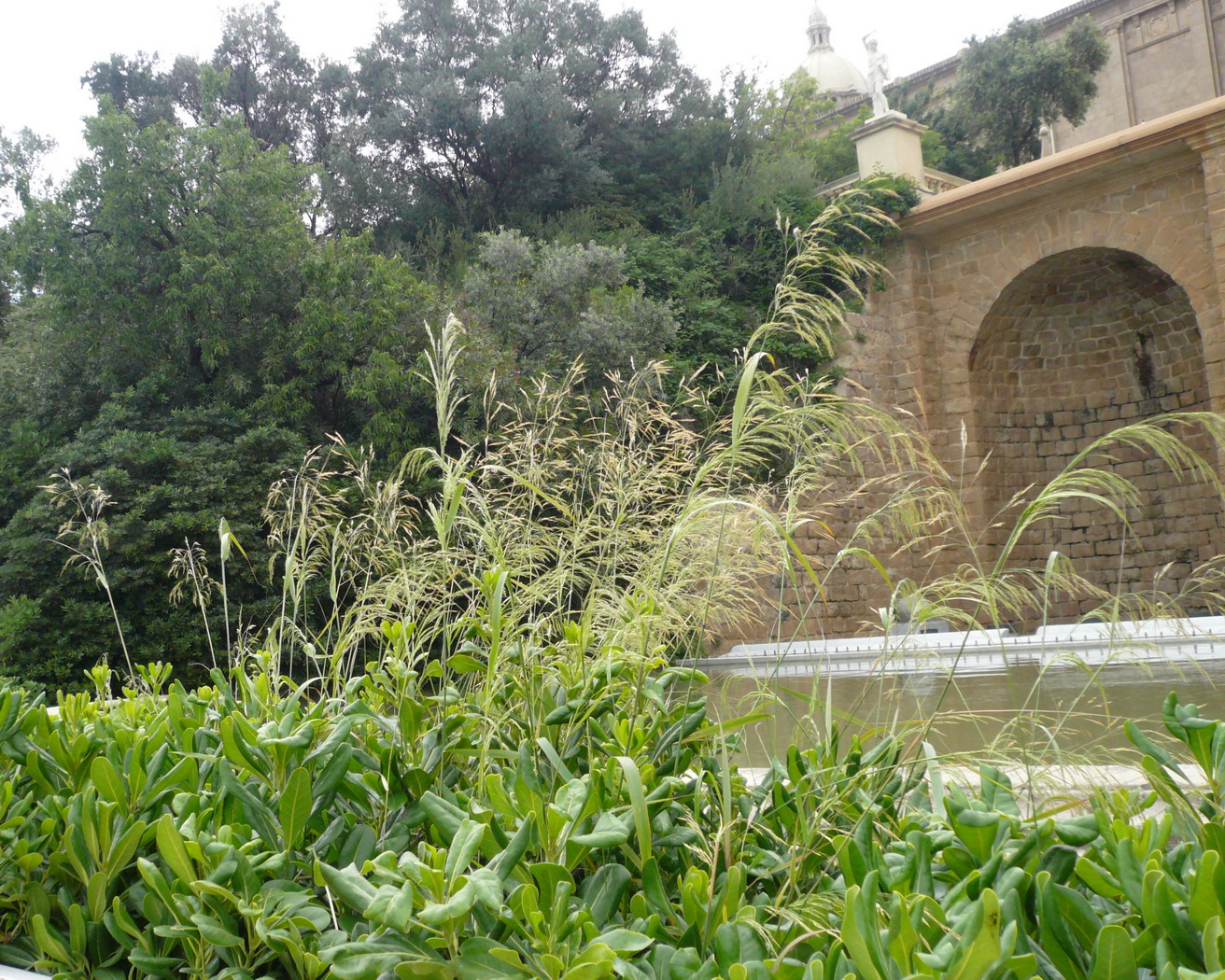
Vista de la planta

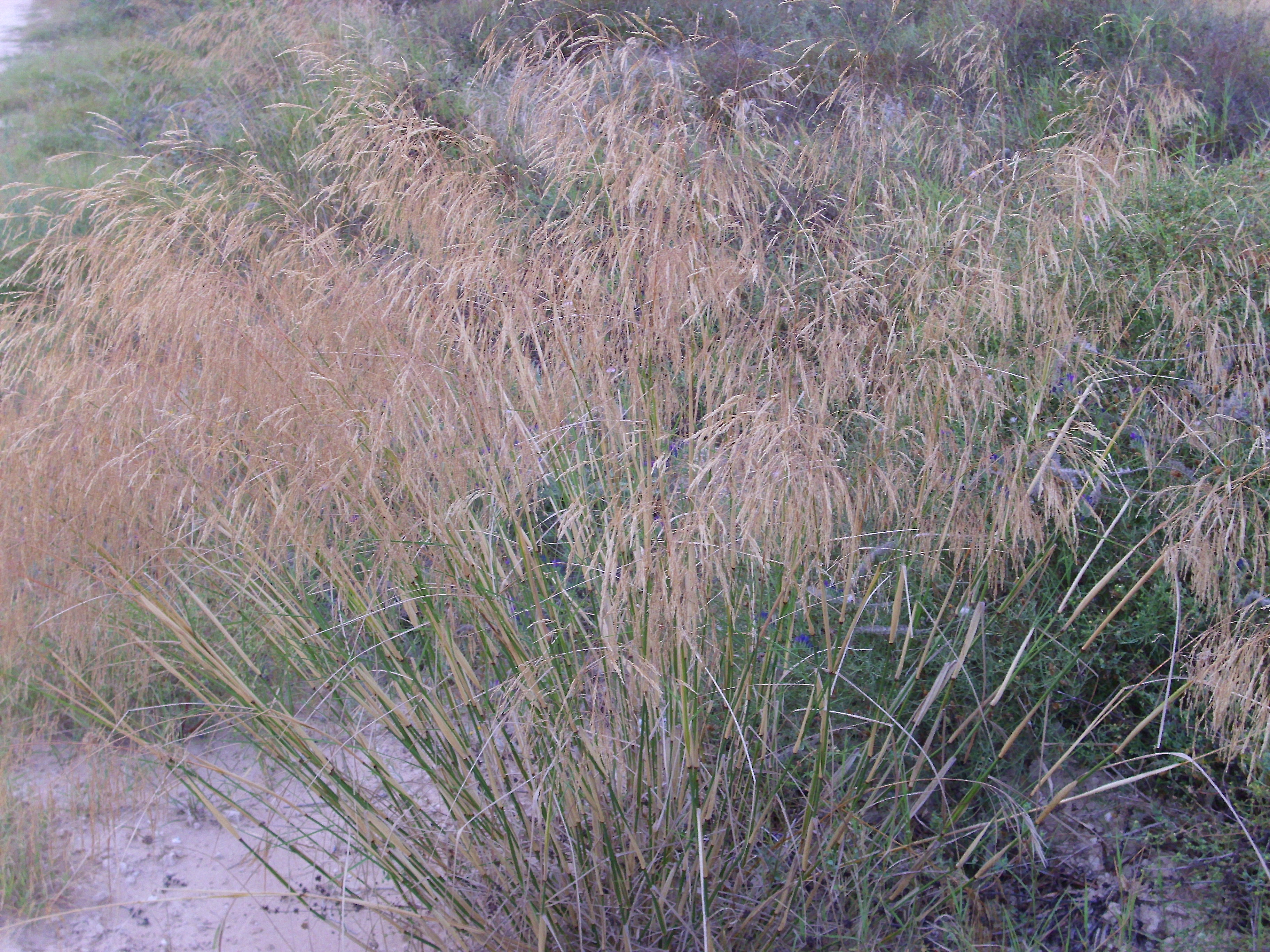
Hábitat

## Distribución y hábitat
Es originaria de Eurasia, pero se puede encontrar en muchas otras partes del mundo como una especie introducida y una maleza informal de las áreas perturbadas. 

## Descripción
Es un agrupamiento perenne que produce robustos y erguidos tallos de hierba que puede alcanzar 1,5 metros de altura. Hojas con vaina glabra; lígula de 1-3 mm, pubescente; limbo de hasta 50 x 0,2-1,2 cm, plano o convoluto con la desecación, con haz marcadamente estriado y escábrido y envés liso. La inflorescencia en forma de panícula de 20-50 cm, piramidal, con parte superior péndula, muy laxa; eje generalmente liso; ramas verticiladas, erecto-patentes o patentes, flexuosas, capilares, escábridas;  Espiguillas de 2,5-3,6 mm, frecuentemente violáceas. Glumas más largas que la flor, lanceoladas u ovado-lanceoladas, trinervadas, acuminadas, glabras; la inferior de 2,5-3,6 mm; la superior de 2,3-3,4 mm. Lema de 1,7-2,5 mm, trinervada, obtusa, glabra, con 1 arista terminal de 2-5 mm. Pálea tan larga como la lema. Anteras de 1-1,5 mm. Florece de abril a noviembre.

## Taxonomía
Piptatherum miliaceum fue descrita por (L.) Coss. y publicado en Notes sur Quelques Plantes Critiques, Rares, ou Nouvelles, ... 129. 1851.
Etimología
Piptatherum: nombre genérico derivado del griego pipto = "caer", y la palabra therum para "gluma", lo que significa "glumas caídas".
miliaceum: epíteto
Sinonimia
- Achnatherum miliaceum (L.) P.Beauv.
- Agrostis berica Steud.
- Agrostis comosa Poir.
- Agrostis dispar Steud.
- Agrostis graeca Sibth.
- Agrostis miliacea L.
- Agrostis milium-comosum Poir.
- Agrostis monandra Hornem.
- Agrostis oseroensis Seenus
- Agrostis sepium L.
- Agrostis sepium Jacq.
- Milium arundinaceum Sm.
- Milium comosum Poir.
- Milium frutescens Link
- Milium gaditanum Steud.
- Milium microspermum Hornem.
- Milium multiflorum Cav.
- Milium multiflorum var. multiflorum
- Milium multiflorum var. thomasii (Duby) Goiran
- Milium pauciflorum Trin.
- Milium thomasii Duby
- Nassella multiflora (Cav.) Druce
- Oloptum miliaceum (L.) Röser & H. R. Hamasha
- Oryzopsis miliacea (L.) Asch. & Schweinf.
- Oryzopsis miliacea f. pauciflora (Bég. & Vacc.) Maire & Weiller
- Oryzopsis miliacea f. thomasii (Duby) Asch. & Graebn.
- Oryzopsis miliacea subsp. thomasii (Duby) K.Richt.
- Oryzopsis multiflora (Cav.) Druce
- Oryzopsis pauciflora Bég. & Vacc.
- Oryzopsis thomasii (Duby) P.Silva
- Piptatherum comosum (Poir.) Roem. & Schult.
- Piptatherum frutescens Schult.
- Piptatherum multiflorum (Cav.) P.Beauv.
- Piptatherum thomasii (Duby) Kunth
- Piptatherum verticillatum Vayr.
- Stipa miliacea (L.) Hoover
- Urachne comosa B.D.Jacks.
- Urachne frutescens Link
- Urachne miliacea (L.) K.Koch
- Urachne multiflora (Cav.) Link
- Urachne parviflora Trin.
- Urachne pauciflora Boiss.
- Urachne thomasii (Duby) Steud.[7][8]